# Hugues d'Arcy (prélat du XIVe siècle)
Pour les articles homonymes, voir Hugues d'Arcy et d'Arcy.
 (décembre 2011).
Si vous disposez d'ouvrages ou d'articles de référence ou si vous connaissez des sites web de qualité traitant du thème abordé ici, merci de compléter l'article en donnant les références utiles à sa vérifiabilité et en les liant à la section « Notes et références ».
Hugues d'Arcy, mort le 18 février 1352 (ou 1351 ancien style), est un prélat français du XIVe siècle.

## Biographie

### Famille
Issu de la famille des seigneurs d'Arcy-sur-Cure, dans le diocèse d'Auxerre, Hugues a pour oncle Hugues d'Arcy, évêque d'Autun ; et pour frère ou cousin : Jean d'Arcy ou d'Arceis, qui occupe successivement les sièges de Mende, d'Autun et de Langres ? ou Jean d'Arcy, qui porte successivement la crosse abbatiale à Ferrières, à Vézelay, et à Corbie ? ou les deux ? (le débat n'est pas tranché : voir l'article Jean) (Mais Pierre d'Arcy évêque de Troyes, et Nicolas d'Arcy évêque d'Auxerre, sont d'Arcis-sur-Aube).

### Carrière ecclésiastique
En 1338, Benoît XII donne le doyenné de Beauvais à Hugues d'Arcy. Le pape le dispense de prendre en personne possession de sa nouvelle charge de curé-doyen et lui permet de ne pas résider à Beauvais. En 1339 il est nommé évêque de Laon. 
En en 1351 il devint archevêque de Reims.
Le 26 août 1346, il participa à la bataille de Crécy, aux côtés du roi de France, Philippe VI de Valois.
Hugues d'Arcy est un des trois fondateurs du collège de Cambrai à Paris, en 1348 et est le fondateur unique de celui d'Arcy, dans la même ville. Il lègue divers biens à l'église paroissiale d'Arcy-sur-Cure et à la cathédrale de Laon.